# Joseph Imry
Joseph Imry (23. února 1939 – 29. května 2018) byl izraelský fyzik, profesor na Weizmannově institutu věd. Je znám především jako spoluzakladatel oboru mezoskopické fyziky, což je poměrně nový obor fyziky kondenzovaných látek. Tato disciplína se zabývá chováním systémů, které nejsou ani makroskopické, ani mikroskopické, ale na pomezí těchto dvou světů. Tyto systémy mohou být zkoumány a řešeny pomocí makroskopických metod, ale jejich chování může i nadále vykazovat kvantové vlastnosti.
Imry byl ženatý, z manželství pochází dvě dcery, z nich jedna se věnuje hudbě a druhá lékařství.

## Ocenění
V roce 2001 získal za svou práci ve fyzice Izraelskou cenu. V roce 2016 potom získal Wolfovu cenu za fyziku. 